# Reichsstraße 342
Die Reichsstraße 342 (R 342) war bis 1945 eine Staatsstraße des Deutschen Reichs, die teils auf beim Anschluss Österreichs 1938 an das Deutsche Reich gekommenem, teils auf 1938/1939 annektiertem tschechischem Gebiet lag. Die Straße nahm ihren Anfang rund drei Kilometer westlich von Göpfritz  an der damaligen Reichsstraße 170 (nunmehr Waldviertler Straße B 2) und führte auf der Trasse der jetzigen Waidhofener Straße B 5 über Waidhofen an der Thaya, Heidenreichstein, Nová Bystřice (Neubistritz), Jindřichův Hradec (Neuhaus) und von hier aus auf der Trasse der  Silnice I/23 bis Dráchov (Drachau) rund 4 Kilometer südlich von Soběslav (Sobeslau), wo sie wieder auf die Reichsstraße 170 traf.
Ihre Gesamtlänge betrug rund 90 Kilometer.